# Jadowniki (Klein-Polen)
Jadowniki is een dorp in de Poolse woiwodschap Klein-Polen. De plaats maakt deel uit van de gemeente Brzesko en telt 7000 inwoners.